# (3432) Kobuchizawa
(3432) Kobuchizawa (1986 EE) – planetoida z pasa głównego asteroid okrążająca Słońce w ciągu 5,72 lat w średniej odległości 3,2 j.a. Odkryli ją Masaru Inoue i Osamu Muramatsu 7 marca 1986 roku.